# Эксквемелин, Александр
Александр Оливье Эксквеме́лин (фр. Alexandre Olivier Exquemelin; другие написания: Esquemeling, Exquemeling, Oexmelin; ок. 1645 — 1707) — медик, пират, путешественник и писатель

, автор одного из самых важных источников по пиратству XVII века — книги «Пираты Америки». Первое издание её вышло в 1678 на нидерландском языке в Амстердаме: нидерл. De Americaensche Zee-Roovers, изд. Я. тен Хоорна.

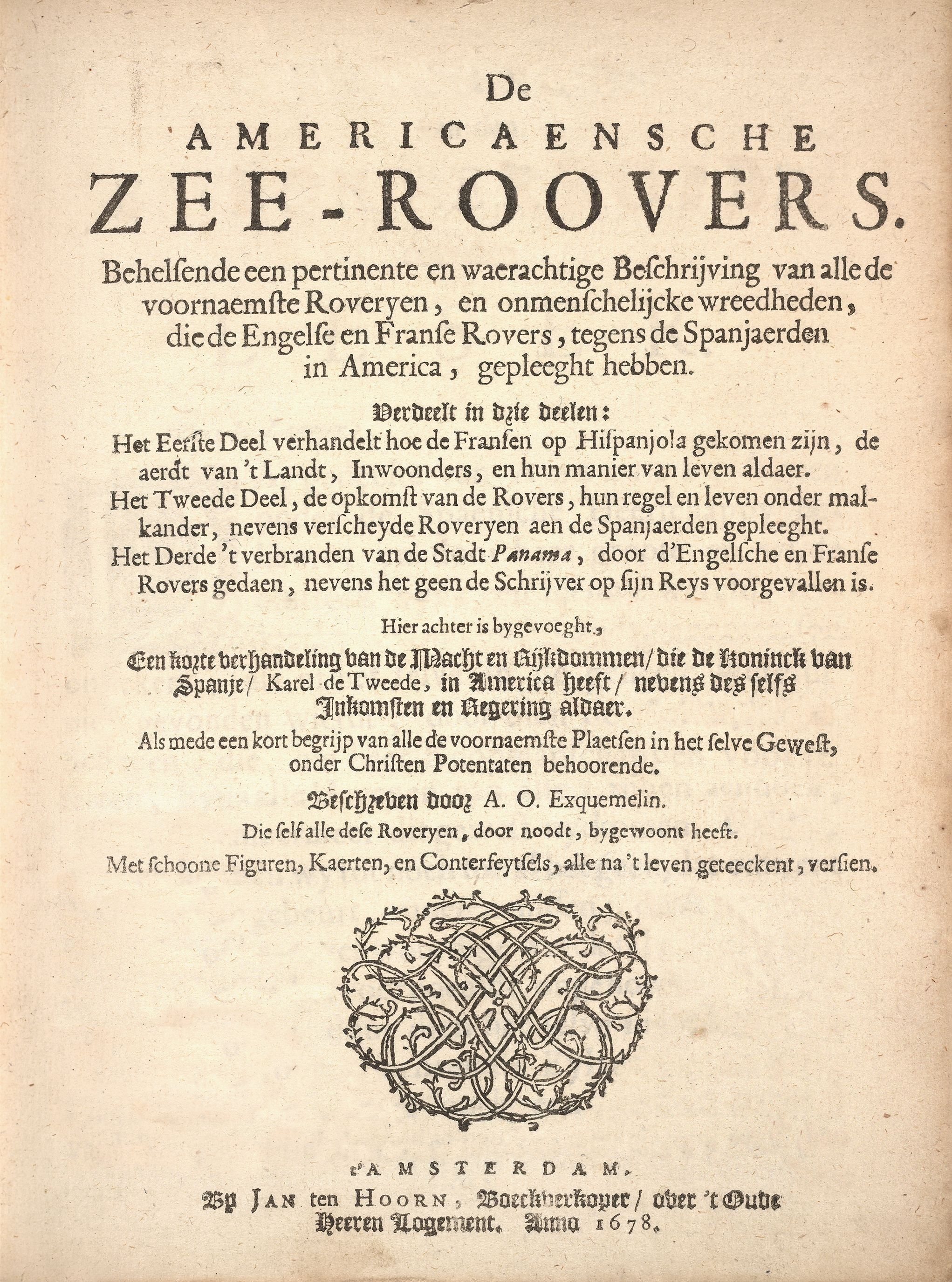
Титульный лист первого (голландского) издания книги «Пираты Америки» Эксквемелина, 1678 год

Данные об авторе противоречивы: распространённая версия гласит, что Эксквемелин был француз, уроженец Онфлёра, живший либо с детства, либо после возвращения из Америки в Голландии, как эмигрант-гугенот (в 1685 году по эдикту Фонтенбло была отменена терпимость к протестантам во Франции, но преследования против них начались уже в середине XVII в.). По другим данным, Эксквемелин был голландец, так как язык его книги ничем не выдаёт иностранца, а содержит чисто голландские диалектизмы. Есть также версия, что Эксквемелин — псевдоним, под которым укрылся промышлявший в Америке примерно в те же годы голландский писатель Хендрик Смеекс (1643—1721), поддерживавший контакты с издательством тен Хоорна. Существует также конспирологическая версия, что его имя представляет собой латинскую шифровку: A(b) O(rigenum) Exque Melinos («местный уроженец, происходящий с Мелоса»), и на самом деле он — натурализованный в Голландии грек, родившийся на острове Мелос.
Согласно книге, автор отправился на Антильские острова в 1666 как судовой врач, трижды оказывался в рабстве, участвовал в набегах короля пиратов Генри Моргана.
Книга пользовалась в своё время огромной популярностью, была в короткое время переведена на европейские языки, на каждом из которых выдержала несколько изданий. Эксквемелина использовали как один из главных источников все знаменитые беллетристы XIX—XX веков, писавшие о пиратах: Фенимор Купер, капитан Марриет, Г. Р. Хаггард, Рафаэль Сабатини; у некоторых из них, особенно Сабатини, из знаменитой книги взяты целые сюжеты.